# Angela Clayton
Angela Helen Clayton MBE (1959 – 8. ledna 2014) byla mezinárodně známá fyzička působící v oblasti kritické jaderné bezpečnosti a zdravotní fyziky. Byla také bojovnicí za práva transgenderových lidí.

## Profesní kariéra
Mezi její profesní úspěchy patří například:
- několik let vedla oddělení kritické bezpečnosti v Atomic Weapons Establishment
- předsedkyně britské pracovní skupiny pro kritičnost (Working Party for Criticality)
- členka pracovní skupiny pro americkou národní normu 8.15 – Řízení jaderné kritičnosti speciálních aktinidových prvků[2] koordinovanou Americkou jadernou společností
- účastnice mezinárodního projektu vyhodnocování referenčních hodnot kritičnosti
- členka poradních programových výborů a technických programových výborů několika mezinárodních konferencí o jaderné kritické bezpečnosti (např. mezinárodní konference o jaderné kritické bezpečnosti (ICNC) 1991 – Spojené království, ICNC 2003 – Japonsko, ICNC 2007 – Rusko[3]);
- je autorkou nebo spoluautorkou několika publikovaných článků o různých aspektech kritické bezpečnosti

Zastávala různé funkce v bezpečnostních výborech a v komisi pro bezpečnost reaktorů v Atomic Weapons Establishment (nyní AWE, plc). Zajímala se o témata kritické bezpečnosti a radiologické ochrany – zdravotní fyziky.
Byla rovněž aktivní v národních a místních odborových aktivitách, mimo jiné působila v poradním podvýboru Národního výkonného výboru (NEC) pro penze a od 1. února 2009 do 1. února 2011 byla zvolenou správkyní penzijního systému AWE.
Po svém předčasném odchodu do důchodu v březnu 2011 ze zdravotních důvodů v důsledku komplikací po dávné automobilové nehodě v roce 1996 se věnovala různým uměleckým a intelektuálním aktivitám, včetně pořízení velkého dalekohledu, s nímž se mohla věnovat celoživotní lásce k astronomii.

## Osobní život
Její rané interakce s lékaři byly popisovány jako traumatizující, což ji vedlo k sociální tranzici bez lékařské podpory. Poté, co žila několik let jako žena, se znovu spojila s praktickými lékaři, aby dosáhla kompletní medicínské tranzice.
Od roku 1999 pracovala jako organizátorka kampaní ve společnosti Press for Change a později působila jako její viceprezidentka. Její zájem o roli odborů při prosazování rovnoprávnosti trans lidí ji přivedl k tomu, že se stala první "trans pozorovatelkou" v LGBT výboru Kongresu odborových svazů Spojeného království (TUC). Podílela se také na přípravě a implementaci zákona o uznávání pohlaví z roku 2004.
V červnu 2005 byla jmenována členkou Řádu britského impéria (MBE) "za zásluhy v oblasti rodové problematiky". V únoru 2008 vystoupila na organizačním dni LGBT v Londýně a podílela se na přípravě "Trans Data Position Paper" pro národní statistiku: UK Statistics Authority v roce 2009.